# 序同构
在数学领域序理论中，序同构是特殊种类的单调函数，构造了一个适合偏序集合的同构概念。当两个偏序集合是序同构的时候，它们可以被认为是“本质上相同”的，在一个次序可以通过重命名元素而从另一个次序获得。有关于序同构的两个严格更弱的概念是序嵌入和伽罗瓦连接。

## 形式定义
形式上说，给定两个偏序集合 (S, ≤S) 和 (T, ≤T)，从 (S, ≤S) 到 (T, ≤T) 的序同构是满射函数 h : S → T 使得对于所有 S 中的 u 和 v 有
h(u) ≤T h(v) 当且仅当 u ≤S v。
在这种情况下，偏序集合 S 和 T 被称为序同构。注意上述定义特征序同构为满射序嵌入。还应该注意序同构必然是单射的。因此另一个序同构的特征也是可能的: 它们严格的是有单调逆映射的单调双射。
从 (S, ≤) 到自身的序同构叫做序自同构。

## 例子
- 否定是从 (R,≤) 到 (R,≥) 的序同构，因为 -x ≥ -y 当且仅当 x ≤ y
- 函数 f(x) = x-1 是 (R,≤) 上的序自同构，因为 x-1 ≤ y-1 当且仅当 x ≤ y